# Liste des monuments aux morts dans l'Oise
Pour un article plus général, voir Liste des œuvres d'art de l'Oise.
Cet article vise à recenser les monuments aux morts dans l'Oise, en France.
Aux Marais et Laverrière ont la particularité de ne pas avoir de monuments aux morts, elles font partie des rarissimes communes françaises qui ne déplorent aucun habitant tué lors des conflits.

## Liste
Les monuments sont classés par ordre alphabétique de communes, ou anciennes communes. Si une commune possède plusieurs monuments, ils sont classés par ordre chronologique des conflits commémorés.
| Œuvre                                                               | Auteur                                 | Commune                    | Localisation                                                                          | Notes | Installation | Coordonnées                      | Illustration |
| ------------------------------------------------------------------- | -------------------------------------- | -------------------------- | ------------------------------------------------------------------------------------- | --- | ------------ | -------------------------------- | --- |
| Monument aux morts                                                  | À déterminer                           | Abancourt                  | Dans le cimetière, à côté de l'église Notre-Dame                                      | | À déterminer | à géolocaliser                   | Monument aux morts |
| Monument aux morts                                                  | À déterminer                           | Abbecourt                  | Dans le cimetière, à côté de l'église Saint-Martin                                    | | À déterminer | à géolocaliser                   | Monument aux morts |
| Monument aux morts                                                  | À déterminer                           | Abbeville-Saint-Lucien     | À côté de l'église Saint-Laurent                                                      | | À déterminer | 49° 31′ 03″ nord, 2° 10′ 13″ est | Monument aux morts d'Abbeville-Saint-Lucien |
| Monument aux morts                                                  | À déterminer                           | Achy                       | Dans le cimetière                                                                     | | À déterminer | à géolocaliser                   | Monument aux morts |
| Monument aux morts                                                  | Copie d'après Jules Pollacchi          | Acy-en-Multien             | Intersection de la RD 19 et de la RD 332, devant le cimetière                         | | 1922         | à géolocaliser                   | Monument aux morts |
| Monument aux morts                                                  | À déterminer                           | Agnetz                     | À côté de l'église Saint-Léger                                                        | | À déterminer | à géolocaliser                   | Monument aux morts |
| Monument aux déportés                                               | À déterminer                           | Agnetz                     | Dans le hameau de Boulincourt                                                         | | À déterminer | à géolocaliser                   | Monument aux déportés |
| Monument aux morts                                                  | À déterminer                           | Airion                     | À côté de l'église Sainte-Anne                                                        | | 1920         | à géolocaliser                   | Monument aux morts |
| Monument aux victimes de la catastrophe du dirigeable R101          | À déterminer                           | Allonne                    | Au bord de la route de Paris (RD 1001)                                                | Commémore les victimes de l'écrasement du R101.                                                                                | 1933         | 49° 24′ 16″ nord, 2° 07′ 19″ est | Monument aux victimes de la catastrophe du dirigeable R101 |
| Monument aux morts                                                  | H. Nelson                              | Amblainville               | À côté de l'église Saint-Martin                                                       | | 1923         | à géolocaliser                   | Monument aux morts |
| Monument aux morts                                                  | À déterminer                           | Amy                        | À côté de la mairie                                                                   | | À déterminer | à géolocaliser                   | Monument aux morts |
| Monument aux morts                                                  | À déterminer                           | Andeville                  | À côté de l'église Saint-Léger                                                        | | À déterminer | à géolocaliser                   | Monument aux morts |
| Monument aux morts                                                  | À déterminer                           | Andeville                  | Dans le cimetière                                                                     | | À déterminer | à géolocaliser                   | Image manquante |
| Monument aux fusillés du 27 août 1944                               | À déterminer                           | Andeville                  | À déterminer                                                                          | | À déterminer | à géolocaliser                   | Monument aux fusillés du 27 août 1944 |
| Monument aux morts                                                  | À déterminer                           | Angicourt                  | Rue de l'Église, au chevet de l'église Saint-Vaast                                    | | À déterminer | à géolocaliser                   | Monument aux morts |
| Monument aux morts                                                  | À déterminer                           | Angivillers                | À côté de l'église Saint-Martin                                                       | | À déterminer | à géolocaliser                   | Image manquante |
| Monument aux morts                                                  | À déterminer                           | Angy                       | Sur la place Henri-Barbusse                                                           | | À déterminer | à géolocaliser                   | Monument aux morts |
| Monument aux morts                                                  | À déterminer                           | Ansacq                     | À côté de l'église Saint-Lucien                                                       | | À déterminer | à géolocaliser                   | Monument aux morts |
| Monument aux morts                                                  | À déterminer                           | Ansauvillers               | À côté de l'église Saint-Léger                                                        | | À déterminer | à géolocaliser                   | Image manquante |
| Monument aux morts                                                  | À déterminer                           | Anserville                 | À déterminer                                                                          | | À déterminer | à géolocaliser                   | Monument aux morts |
| Monument aux morts                                                  | À déterminer                           | Antheuil-Portes            | À côté de l'église Saint-Martin                                                       | | 1925         | à géolocaliser                   | Monument aux morts |
| Monument aux morts                                                  | À déterminer                           | Antilly                    | Contre un mur de l'église Saint-Maurice-et-Saint-Léonard                              | | À déterminer | à géolocaliser                   | Monument aux morts |
| Monument aux morts                                                  | Marius Cladel                          | Appilly                    | À déterminer                                                                          | | 1929         | à géolocaliser                   | Monument aux morts |
| Monument aux morts                                                  | À déterminer                           | Apremont                   | Dans le cimetière                                                                     | | À déterminer | à géolocaliser                   | Image manquante |
| Monument aux morts                                                  | À déterminer                           | Armancourt                 | Intersection rue de la Basse Côte et de la rue des Vignes Blanches                    | | À déterminer | à géolocaliser                   | Monument aux morts |
| Monument aux morts                                                  | À déterminer                           | Arsy                       | À côté de la mairie                                                                   | | 1920         | à géolocaliser                   | Image manquante |
| Monument aux morts du XIXe siècle                                   | À déterminer                           | Attichy                    | Sur le mur du cimetière                                                               | Plaque. | À déterminer | à géolocaliser                   | Image manquante |
| Monument aux morts de 1914-1918 du 219e régiment d'infanterie       | À déterminer                           | Attichy                    | À côté du cimetière                                                                   | Également appelé monument des Bretons. Commémore les soldats du 219e régiment d'infanterie.                                    | À déterminer | à géolocaliser                   | Image manquante |
| Monument aux morts                                                  | E. Cornet                              | Attichy                    | Sur la place Saint-Médard                                                             | | À déterminer | à géolocaliser                   | Image manquante |
| Monument aux morts de 1939-1945                                     | À déterminer                           | Attichy                    | Au bord de la RD 81                                                                   | | À déterminer | à géolocaliser                   | Image manquante |
| Monument aux morts                                                  | À déterminer                           | Aumont-en-Halatte          | Devant l'église Saint-Gervais-et-Saint-Protais                                        | | 1920         | à géolocaliser                   | Monument aux morts |
| Monument aux morts                                                  | Copie d'après Pierre Lorenzi           | Auneuil                    | Dans le cimetière                                                                     | | 1920         | à géolocaliser                   | Image manquante |
| Monument aux morts                                                  | À déterminer                           | Auteuil                    | Dans le cimetière, à côté de l'église Saint-Denis                                     | | À déterminer | à géolocaliser                   | Monument aux morts |
| Monument aux morts                                                  | À déterminer                           | Autrêches                  | À l'entrée du cimetière                                                               | | À déterminer | à géolocaliser                   | Monument aux morts |
| Monument aux morts de Saint-Léonard                                 | À déterminer                           | Avilly-Saint-Léonard       | Rue de la Croix-Verte                                                                 | | À déterminer | à géolocaliser                   | Monument aux morts de Saint-Léonard |
| Monument aux morts d'Avilly                                         | À déterminer                           | Avilly-Saint-Léonard       | Rue Grande, sur le mur de la bibliothèque (ancienne école)                            | | À déterminer | à géolocaliser                   | Monument aux morts d'Avilly |
| Monument aux morts                                                  | À déterminer                           | Avrechy                    | Dans le cimetière                                                                     | | À déterminer | à géolocaliser                   | Monument aux morts |
| Monument aux morts                                                  | À déterminer                           | Avrechy                    | Dans l'église Saint-Lucien                                                            | | À déterminer | à géolocaliser                   | Monument aux morts |
| Monument aux morts de 1870-1871                                     | À déterminer                           | Babœuf                     | Dans l'église Saint-Nicolas                                                           | Plaque. | À déterminer | à géolocaliser                   | Image manquante |
| Monument aux morts                                                  | À déterminer                           | Babœuf                     | À déterminer                                                                          | | 1923         | à géolocaliser                   | Monument aux morts |
| Monument aux morts                                                  | À déterminer                           | Bacouël                    | À déterminer                                                                          | | À déterminer | à géolocaliser                   | Monument aux morts |
| Monument aux morts                                                  | À déterminer                           | Bailleul-sur-Thérain       | À déterminer                                                                          | | À déterminer | à géolocaliser                   | Monument aux morts |
| Monument aux morts                                                  | À déterminer                           | Bailleval                  | Devant l'église                                                                       | | À déterminer | à géolocaliser                   | Monument aux morts |
| Monument aux morts                                                  | À déterminer                           | Balagny-sur-Thérain        | À déterminer                                                                          | | À déterminer | à géolocaliser                   | Monument aux morts |
| Monument aux morts                                                  | Albert Jouanneault                     | Baron                      | À déterminer                                                                          | | 1921         | à géolocaliser                   | Monument aux morts |
| Monument aux morts                                                  | À déterminer                           | Baugy                      | À déterminer                                                                          | | À déterminer | à géolocaliser                   | Monument aux morts |
| Monument aux morts                                                  | À déterminer                           | Beaudéduit                 | À déterminer                                                                          | | À déterminer | à géolocaliser                   | Monument aux morts |
| Monument aux morts                                                  | À déterminer                           | Beaugies-sous-Bois         | À déterminer                                                                          | | À déterminer | à géolocaliser                   | Monument aux morts |
| Monument aux morts                                                  | À déterminer                           | Beaulieu-les-Fontaines     | À déterminer                                                                          | | À déterminer | à géolocaliser                   | Monument aux morts |
| Monument aux morts                                                  | À déterminer                           | Beaumont-les-Nonains       | À déterminer                                                                          | | À déterminer | à géolocaliser                   | Monument aux morts |
| Monument aux morts                                                  | À déterminer                           | Beaurains-lès-Noyon        | À déterminer                                                                          | | À déterminer | à géolocaliser                   | Monument aux morts |
| Monument aux morts                                                  | À déterminer                           | Beaurepaire                | À déterminer                                                                          | | À déterminer | à géolocaliser                   | Monument aux morts |
| Monument aux morts de 1870-1871                                     | Maurice Charpentier-Mio                | Beauvais                   | Dans le cimetière général                                                             | Également appelé Le Souvenir français.                                                                                         | À déterminer | à géolocaliser                   | Monument aux morts de 1870-1871« Monument aux morts de 1870, ou Le Souvenir français à Beauvais », sur À nos grands hommes                                                                  |
| Monument aux morts britanniques de 1914-1918                        | Reginald Hallward (en)                 | Beauvais                   | Dans la cathédrale Saint-Pierre                                                       | | 1925         | à géolocaliser                   | Monument aux morts britanniques de 1914-1918 |
| Monument aux élèves morts de 1914-1918                              | À déterminer                           | Beauvais                   | Dans la chapelle Saint-Joseph                                                         | | À déterminer | à géolocaliser                   | Monument aux élèves morts de 1914-1918 |
| Monument aux morts                                                  | À déterminer                           | Beauvais                   | Dans l'église Saint-Étienne                                                           | | À déterminer | à géolocaliser                   | Monument aux morts |
| Le Baiser de la Victoire (monument aux morts de 1914-1918)          | Henri-Léon Gréber                      | Beauvais                   | Boulevard de l'Assaut                                                                 | | 1924         | 49° 26′ 06″ nord, 2° 05′ 14″ est | Le Baiser de la Victoire |
| Monuments aux Instituteurs de l'Oise morts pour la France           | Henri-Léon Gréber                      | Beauvais                   | À déterminer                                                                          | | À déterminer | à géolocaliser                   | Image manquante |
| Monument aux morts                                                  | À déterminer                           | Beauvoir                   | Dans le cimetière                                                                     | | À déterminer | à géolocaliser                   | Monument aux morts |
| Monument aux morts                                                  | À déterminer                           | Belle-Église               | À déterminer                                                                          | | À déterminer | à géolocaliser                   | Monument aux morts |
| Monument aux morts                                                  | À déterminer                           | Belloy                     | À déterminer                                                                          | | À déterminer | à géolocaliser                   | Monument aux morts |
| Monument aux morts                                                  | À déterminer                           | Berneuil-en-Bray           | Dans le cimetière                                                                     | | À déterminer | à géolocaliser                   | Image manquante |
| Monument aux morts                                                  | À déterminer                           | Béthisy-Saint-Pierre       | À côté de l'église Saint-Pierre                                                       | | À déterminer | à géolocaliser                   | Monument aux morts |
| Monument aux morts                                                  | À déterminer                           | Béthisy-Saint-Pierre       | Intersection de la rue du docteur Chopinet et de la rue Henri-Barbusse                | | À déterminer | à géolocaliser                   | Monument aux morts |
| Monument aux morts                                                  | À déterminer                           | Biermont                   | À déterminer                                                                          | | À déterminer | à géolocaliser                   | Monument aux morts |
| Monument aux morts                                                  | À déterminer                           | Blancfossé                 | À déterminer                                                                          | | À déterminer | à géolocaliser                   | Monument aux morts |
| Monument aux morts                                                  | À déterminer                           | Blargies                   | À déterminer                                                                          | | À déterminer | à géolocaliser                   | Monument aux morts |
| Monument aux morts                                                  | À déterminer                           | Bonlier                    | À déterminer                                                                          | | À déterminer | 49° 28′ 14″ nord, 2° 09′ 01″ est | Monument aux morts de Bonlier |
| Monument aux morts                                                  | À déterminer                           | Boran-sur-Oise             | À côté de l'église Saint-Vaast                                                        | | À déterminer | à géolocaliser                   | Monument aux morts |
| Monument aux morts                                                  | À déterminer                           | Bouconvillers              | Dans le cimetière                                                                     | | À déterminer | à géolocaliser                   | Monument aux morts |
| Monument aux morts                                                  | À déterminer                           | Bouconvillers              | À côté de l'église Saint-Étienne                                                      | | À déterminer | à géolocaliser                   | Monument aux morts |
| Monument aux morts                                                  | À déterminer                           | Boubiers                   | Sur la façade de l'église Saint-Gilles-Saint-Leu                                      | | À déterminer | à géolocaliser                   | Monument aux morts |
| Monument aux morts                                                  | À déterminer                           | Boury-en-Vexin             | À déterminer                                                                          | | À déterminer | à géolocaliser                   | Monument aux morts |
| Monument aux morts                                                  | À déterminer                           | Boutencourt                | Au pied de la croix de cimetière, devant l'église Saint-Quentin                       | | À déterminer | à géolocaliser                   | Monument aux morts |
| Monument aux morts                                                  | À déterminer                           | Brenouille                 | Rue de la Libération                                                                  | | À déterminer | à géolocaliser                   | Monument aux morts |
| Monument aux morts                                                  | À déterminer                           | Bresles                    | À déterminer                                                                          | | À déterminer | à géolocaliser                   | Monument aux morts |
| Le Poilu victorieux (monument aux morts)                            | Copie d'après Eugène Bénet             | Breteuil                   | Sur la place de Verdun                                                                | Érigé[Quand ?] près de l'église.                                                                                               | À déterminer | 49° 37′ 54″ nord, 2° 17′ 40″ est | Image manquante |
| Monument aux morts                                                  | À déterminer                           | Brétigny                   | À déterminer                                                                          | | À déterminer | à géolocaliser                   | Monument aux morts |
| Monument aux morts                                                  | À déterminer                           | Breuil-le-Sec              | À déterminer                                                                          | | À déterminer | à géolocaliser                   | Monument aux morts |
| Monument aux morts                                                  | À déterminer                           | Breuil-le-Vert             | À déterminer                                                                          | | À déterminer | à géolocaliser                   | Monument aux morts |
| Monument aux morts                                                  | À déterminer                           | Briot                      | À côté de l'église Saint-Matthieu                                                     | | À déterminer | à géolocaliser                   | Monument aux morts |
| Monument aux morts                                                  | À déterminer                           | Brombos                    | Sur la façade de la mairie                                                            | | À déterminer | à géolocaliser                   | Monument aux morts |
| Monument aux morts                                                  | À déterminer                           | Broyes                     | À déterminer                                                                          | | À déterminer | à géolocaliser                   | Monument aux morts |
| Monument aux morts                                                  | À déterminer                           | Bucamps                    | Dans le cimetière                                                                     | | À déterminer | à géolocaliser                   | Monument aux morts |
| Monument aux morts                                                  | À déterminer                           | Bury                       | Sur le pilier gauche du portail du jardin de l'ancienne mairie                        | | À déterminer | à géolocaliser                   | Monument aux morts |
| Monument aux morts                                                  | À déterminer                           | Bury                       | À côté de la mairie                                                                   | | À déterminer | à géolocaliser                   | Monument aux morts |
| Monument aux morts de Saint-Claude                                  | À déterminer                           | Bury                       | Sur la façade de la chapelle Saint-Claude                                             | | À déterminer | à géolocaliser                   | Monument aux morts de Saint-Claude |
| Monument aux morts                                                  | À déterminer                           | Cambronne-lès-Clermont     | À côté de l'église Saint-Étienne                                                      | | À déterminer | à géolocaliser                   | Monument aux morts |
| Monument aux morts                                                  | À déterminer                           | Cambronne-lès-Ribécourt    | À déterminer                                                                          | | À déterminer | à géolocaliser                   | Monument aux morts |
| Monument aux morts                                                  | À déterminer                           | Campremy                   | À déterminer                                                                          | | À déterminer | à géolocaliser                   | Monument aux morts |
| Monument aux morts                                                  | À déterminer                           | Canly                      | À déterminer                                                                          | | À déterminer | à géolocaliser                   | Monument aux morts |
| Monument aux morts                                                  | À déterminer                           | Cannectancourt             | À déterminer                                                                          | | À déterminer | à géolocaliser                   | Monument aux morts |
| Monument aux morts                                                  | À déterminer                           | Canny-sur-Thérain          | À côté de l'église Saint-Leu                                                          | | À déterminer | à géolocaliser                   | Monument aux morts |
| Monument aux morts                                                  | Joseph André                           | Carlepont                  | À côté de l'église Saint-Éloi                                                         | | 1921         | à géolocaliser                   | Monument aux morts |
| Monument aux morts                                                  | À déterminer                           | Catenoy                    | À déterminer                                                                          | | À déterminer | à géolocaliser                   | Monument aux morts |
| Monument aux morts                                                  | À déterminer                           | Catillon-Fumechon          | À déterminer                                                                          | | À déterminer | à géolocaliser                   | Monument aux morts |
| Monument aux morts                                                  | À déterminer                           | Cauffry                    | Rue du 1er septembre                                                                  | | À déterminer | à géolocaliser                   | Monument aux morts |
| Monument aux morts                                                  | À déterminer                           | Cauvigny                   | À côté de l'église Saint-Martin                                                       | | À déterminer | à géolocaliser                   | Monument aux morts |
| Monument aux fusillés du 27 août 1944                               | À déterminer                           | Cauvigny                   | À déterminer                                                                          | | À déterminer | à géolocaliser                   | Monument aux fusillés du 27 août 1944 |
| Monument aux fusillés du 27 août 1944                               | À déterminer                           | Cauvigny                   | Sur la place des Fusillés du 27 août 1944                                             | | À déterminer | à géolocaliser                   | Monument aux fusillés du 27 août 1944 |
| Monument aux morts                                                  | À déterminer                           | Cempuis                    | À déterminer                                                                          | | À déterminer | à géolocaliser                   | Monument aux morts |
| Monument aux morts (plaque)                                         | À déterminer                           | Cernoy                     | Sur la façade de la Chapelle Notre-Dame-Bon-Secours                                   | | À déterminer | à géolocaliser                   | Monument aux morts (plaque) |
| Monument aux morts                                                  | À déterminer                           | Chamant                    | À déterminer                                                                          | | À déterminer | à géolocaliser                   | Monument aux morts |
| Monument aux otages de Senlis fusillés le 2 septembre 1914          | À déterminer                           | Chamant                    | À déterminer                                                                          | | À déterminer | à géolocaliser                   | Monument aux otages de Senlis fusillés le 2 septembre 1914 |
| Monument aux morts                                                  | À déterminer                           | Chambly                    | Dans l'église Notre-Dame                                                              | | À déterminer | à géolocaliser                   | Monument aux morts |
| Monument aux morts                                                  | À déterminer                           | Chambly                    | À déterminer                                                                          | | À déterminer | à géolocaliser                   | Monument aux morts |
| Monument aux morts de 1870-1871                                     | À déterminer                           | Chantilly                  | Dans le cimetière du Bois Bourillon                                                   | | À déterminer | 49° 11′ 20″ nord, 2° 27′ 48″ est | Monument aux morts de 1870-1871 de Chantilly |
| Monument aux morts de 1914-1918,                                    | Laurent Marqueste                      | Chantilly                  | Avenue du Maréchal-Joffre (RD 1016)                                                   | | 1922         | 49° 11′ 24″ nord, 2° 27′ 48″ est | Monument aux morts de Chantilly |
| Monument aux morts                                                  | À déterminer                           | Chaumont-en-Vexin          | Devant la mairie                                                                      | | À déterminer | à géolocaliser                   | Monument aux morts |
| Monument aux morts                                                  | À déterminer                           | Chavençon                  | À déterminer                                                                          | | À déterminer | à géolocaliser                   | Monument aux morts |
| Monument aux morts                                                  | À déterminer                           | Chepoix                    | À déterminer                                                                          | | À déterminer | à géolocaliser                   | Monument aux morts |
| Monument aux morts                                                  | À déterminer                           | Chevrières                 | Dans le parc de la mairie                                                             | | À déterminer | à géolocaliser                   | Monument aux morts |
| Monument aux morts                                                  | À déterminer                           | Choqueuse-les-Bénards      | À déterminer                                                                          | | À déterminer | à géolocaliser                   | Monument aux morts |
| Monument aux morts                                                  | À déterminer                           | Cires-lès-Mello            | Sur la place de la Gare, au bord de la rue de Verdun                                  | | À déterminer | à géolocaliser                   | Monument aux morts |
| Monument aux morts                                                  | À déterminer                           | Clairoix                   | Rue d'Oradour, devant l'église Saint-Étienne                                          | | À déterminer | à géolocaliser                   | Monument aux morts |
| Monument aux morts                                                  | À déterminer                           | Clermont                   | Devant la mairie                                                                      | | À déterminer | à géolocaliser                   | Monument aux morts |
| Monument aux morts de 1914-1918,                                    | Maxime Real del Sarte                  | Compiègne                  | Sur la place Saint-Jacques, contre l'église Saint-Jacques                             | | 1922         | à géolocaliser                   | Monument aux morts de 1914-1918« Monument aux morts de 1914-1918 à Compiègne », sur À nos grands hommes,(en) « Monument aux morts de 1914-18 à Compiègne », sur René et Peter van der Krogt |
| Monument aux libérateurs de l'Alsace-Lorraine                       | Edgar Brandt                           | Compiègne                  | Au bord de la RD 546 à l'entrée de la clairière de l'Armistice                        | Également appelé monument aux Alsaciens-Lorrains.                                                                              | À déterminer | à géolocaliser                   | Monument aux libérateurs de l'Alsace-Lorraine« Monument de l'Armistice à Compiègne », sur À nos grands hommes                                                                               |
| Monument aux morts                                                  | À déterminer                           | Corbeil-Cerf               | À côté de l'église Sainte-Honorine                                                    | | À déterminer | à géolocaliser                   | Monument aux morts |
| Monument aux morts                                                  | À déterminer                           | Cormeilles                 | À déterminer                                                                          | | À déterminer | à géolocaliser                   | Monument aux morts |
| Monument aux morts                                                  | À déterminer                           | Couloisy                   | À déterminer                                                                          | | À déterminer | à géolocaliser                   | Monument aux morts |
| Monument aux morts                                                  | Copie d'après Pierre Lorenzi           | Courcelles-Epayelles       | À déterminer                                                                          | | À déterminer | à géolocaliser                   | Monument aux morts |
| Monument aux morts                                                  | À déterminer                           | Courcelles-lès-Gisors      | À déterminer                                                                          | | À déterminer | à géolocaliser                   | Monument aux morts |
| Monument aux morts                                                  | À déterminer                           | Courteuil                  | À côté de l'église Saint-Gervais                                                      | | À déterminer | à géolocaliser                   | Monument aux morts |
| Monument aux morts                                                  | À déterminer                           | Coye-la-Forêt              | Sur la place Blanche                                                                  | | À déterminer | à géolocaliser                   | Monument aux morts |
| Monument aux morts                                                  | À déterminer                           | Cramoisy                   | Intersection de la rue Roger-Salengro et de la rue Saint-Martin                       | | À déterminer | à géolocaliser                   | Monument aux morts |
| Monument aux morts                                                  | À déterminer                           | Creil                      | À déterminer                                                                          | | À déterminer | 49° 15′ 35″ nord, 2° 28′ 21″ est | Monument aux morts de Creil |
| Monument aux morts de 1870-1871                                     | À déterminer                           | Crépy-en-Valois            | Sur la place Gambetta                                                                 | | 1903         | 49° 14′ 13″ nord, 2° 53′ 05″ est | Monument aux morts de 1870-1871 de Crépy-en-Valois |
| Monument aux morts de 1914-1918                                     | Albert Bartholomé                      | Crépy-en-Valois            | Dans le square Saint-Thomas                                                           | | 1926         | à géolocaliser                   | Monument aux morts de 1914-1918« Monument aux morts de 1914-1918 à Crépy-en-Valois », sur À nos grands hommes                                                                               |
| Monument aux morts                                                  | À déterminer                           | Cressonsacq                | À déterminer                                                                          | | À déterminer | à géolocaliser                   | Monument aux morts |
| Monument aux morts                                                  | À déterminer                           | Crèvecœur-le-Grand         | Dans l'église Saint-Nicolas                                                           | | À déterminer | à géolocaliser                   | Monument aux morts |
| Poilu enveloppé dans les plis du drapeau (monument aux morts)       | Copie d'après Charles-Henri Pourquet   | Crèvecœur-le-Grand         | À déterminer                                                                          | | À déterminer | à géolocaliser                   | Poilu enveloppé dans les plis du drapeau (monument aux morts) |
| Monument aux morts                                                  | À déterminer                           | Crèvecœur-le-Grand         | Dans le cimetière                                                                     | | À déterminer | à géolocaliser                   | Monument aux morts |
| Monument aux morts                                                  | À déterminer                           | Crillon                    | À côté de l'église Saint-Lucien                                                       | | À déterminer | à géolocaliser                   | Monument aux morts |
| Monument aux morts                                                  | À déterminer                           | Crisolles                  | À déterminer                                                                          | | À déterminer | à géolocaliser                   | Monument aux morts |
| Monument aux morts                                                  | À déterminer                           | Croissy-sur-Celle          | Devant l'église Saint-Léger                                                           | | À déterminer | à géolocaliser                   | Monument aux morts |
| Monument aux morts                                                  | À déterminer                           | Cuigy-en-Bray              | À déterminer                                                                          | | À déterminer | à géolocaliser                   | Monument aux morts |
| Monument aux morts                                                  | À déterminer                           | Cuts                       | À déterminer                                                                          | | À déterminer | à géolocaliser                   | Monument aux morts |
| Monument aux morts                                                  | À déterminer                           | Daméraucourt               | À côté de l'église Saint-Denis                                                        | | À déterminer | à géolocaliser                   | Monument aux morts |
| Monument aux morts                                                  | À déterminer                           | Doméliers                  | Dans l'église Saint-Martin                                                            | | À déterminer | à géolocaliser                   | Monument aux morts |
| Monument aux morts                                                  | À déterminer                           | Doméliers                  | À côté de l'église Saint-Martin                                                       | | À déterminer | à géolocaliser                   | Monument aux morts |
| Monument aux morts                                                  | À déterminer                           | Dompierre                  | À déterminer                                                                          | | À déterminer | à géolocaliser                   | Monument aux morts |
| Monument aux morts                                                  | À déterminer                           | Duvy                       | À déterminer                                                                          | | À déterminer | à géolocaliser                   | Monument aux morts |
| Monument aux morts                                                  | À déterminer                           | Éragny-sur-Epte            | Dans le cimetière                                                                     | | À déterminer | à géolocaliser                   | Image manquante |
| Monument aux morts                                                  | À déterminer                           | Ermenonville               | Sur la place de la Mairie                                                             | | À déterminer | à géolocaliser                   | Monument aux morts |
| Monument aux aviateurs morts de 1914-1918                           | À déterminer                           | Ermenonville               | Dans le cimetière                                                                     | | À déterminer | à géolocaliser                   | Monument aux aviateurs morts de 1914-1918 |
| Monument aux morts                                                  | À déterminer                           | Erquery                    | À déterminer                                                                          | | À déterminer | à géolocaliser                   | Monument aux morts |
| Poilu enveloppé dans les plis du drapeau (monument aux morts)       | Copie d'après Charles-Henri Pourquet   | Escles-Saint-Pierre        | À déterminer                                                                          | | À déterminer | à géolocaliser                   | Image manquante |
| Monument aux morts                                                  | À déterminer                           | Étouy                      | À déterminer                                                                          | | À déterminer | à géolocaliser                   | Monument aux morts |
| Monument aux morts                                                  | À déterminer                           | Feigneux                   | À déterminer                                                                          | | À déterminer | à géolocaliser                   | Monument aux morts |
| Monument aux morts                                                  | À déterminer                           | Ferrières                  | À déterminer                                                                          | | À déterminer | à géolocaliser                   | Monument aux morts |
| Monument aux morts                                                  | À déterminer                           | Feuquières                 | À déterminer                                                                          | | À déterminer | à géolocaliser                   | Monument aux morts |
| Monument aux morts                                                  | Copie d'après Charles Desvergnes       | Feuquières                 | Dans l'église Notre-Dame                                                              | | À déterminer | à géolocaliser                   | Monument aux morts |
| Monument aux morts                                                  | À déterminer                           | Fitz-James                 | Dans le cimetière                                                                     | | À déterminer | à géolocaliser                   | Monument aux morts |
| Monument aux morts                                                  | À déterminer                           | Flavacourt                 | Dans l'église Saint-Clair                                                             | | À déterminer | à géolocaliser                   | Monument aux morts |
| Monument aux victimes de la catastrophe du vol Turkish Airlines     | À déterminer                           | Fontaine-Chaalis           | Dans la forêt d'Ermenonville, sur la parcelle 144, au sud-ouest de la baraque Chaalis | Également appelé Monument à la catastrophe d'Ermenonville. Commémore les victimes de l'écrasement du vol Turkish Airlines 981. | À déterminer | 49° 08′ 44″ nord, 2° 38′ 04″ est | Monument aux victimes de la catastrophe du vol Turkish Airlines |
| Monument aux morts                                                  | À déterminer                           | Fontaine-Lavaganne         | À déterminer                                                                          | | À déterminer | à géolocaliser                   | Monument aux morts |
| Monument aux morts                                                  | À déterminer                           | Fontenay-Torcy             | Sous le porche de l'église Notre-Dame                                                 | | À déterminer | à géolocaliser                   | Monument aux morts |
| Monument aux morts de 1870-1871                                     | Henri-Léon Gréber                      | Formerie                   | Rue de la Paix                                                                        | | 1909         | 49° 38′ 57″ nord, 1° 44′ 01″ est | Monument aux morts de 1870-1871 de Formerie |
| Monument aux morts                                                  | À déterminer                           | Formerie                   | Dans l'église Notre-Dame                                                              | | À déterminer | à géolocaliser                   | Monument aux morts |
| Monument aux morts                                                  | À déterminer                           | Fouquenies                 | À déterminer                                                                          | | À déterminer | à géolocaliser                   | Monument aux morts |
| Monument aux morts                                                  | À déterminer                           | Francastel                 | À déterminer                                                                          | | À déterminer | à géolocaliser                   | Monument aux morts |
| Monument aux morts                                                  | À déterminer                           | Fréniches                  | Dans le cimetière                                                                     | | À déterminer | à géolocaliser                   | Monument aux morts |
| Monument aux morts                                                  | À déterminer                           | Fresnoy-la-Rivière         | À côté de la mairie                                                                   | | À déterminer | à géolocaliser                   | Monument aux morts |
| Monument aux morts                                                  | À déterminer                           | Fresnoy-le-Luat            | À déterminer                                                                          | | À déterminer | à géolocaliser                   | Monument aux morts |
| Monument aux morts                                                  | À déterminer                           | Gannes                     | Dans le cimetière                                                                     | | À déterminer | à géolocaliser                   | Monument aux morts |
| Monument aux morts                                                  | À déterminer                           | Gerberoy                   | À déterminer                                                                          | | À déterminer | à géolocaliser                   | Monument aux morts |
| Monument aux morts                                                  | À déterminer                           | Gilocourt                  | Sur la place du Château                                                               | | À déterminer | à géolocaliser                   | Monument aux morts |
| Monument aux morts                                                  | À déterminer                           | Glaignes                   | Sur la place de Beaumarais                                                            | | 1930         | à géolocaliser                   | Monument aux morts |
| Monument aux morts                                                  | À déterminer                           | Godenvillers               | À déterminer                                                                          | | À déterminer | à géolocaliser                   | Monument aux morts |
| Poilu au repos (monument aux morts)                                 | Copie d'après Étienne Camus            | Goincourt                  | Au bord de la rue de Courcelles, à côté de l'église Saint-Lubin                       | | À déterminer | 49° 25′ 31″ nord, 2° 02′ 16″ est | Monument aux morts de Goincourt |
| Monument aux morts                                                  | À déterminer                           | Gourchelles                | À déterminer                                                                          | | À déterminer | à géolocaliser                   | Monument aux morts |
| Monument aux morts                                                  | À déterminer                           | Gouvieux                   | À déterminer                                                                          | | À déterminer | 49° 11′ 03″ nord, 2° 24′ 50″ est | Monument aux morts de Gouvieux |
| Monument aux morts                                                  | À déterminer                           | Guignecourt                | À déterminer                                                                          | | À déterminer | 49° 28′ 58″ nord, 2° 07′ 47″ est | Monument aux morts de Guignecourt |
| Monument aux morts                                                  | À déterminer                           | Hadancourt-le-Haut-Clocher | Rue de la Croix du Bellay                                                             | | À déterminer | à géolocaliser                   | Monument aux morts |
| Monument aux morts                                                  | À déterminer                           | Haudivillers               | À déterminer                                                                          | | À déterminer | à géolocaliser                   | Monument aux morts |
| Monument aux morts                                                  | À déterminer                           | Haute-Épine                | À côté de l'église Saint-Mathurin                                                     | | À déterminer | à géolocaliser                   | Monument aux morts |
| Monument aux morts                                                  | À déterminer                           | Heilles                    | Dans le cimetière                                                                     | | À déterminer | à géolocaliser                   | Monument aux morts |
| Monument aux morts                                                  | À déterminer                           | Hénonville                 | À déterminer                                                                          | | À déterminer | à géolocaliser                   | Monument aux morts |
| Monument aux morts                                                  | À déterminer                           | Hénonville                 | Dans le cimetière                                                                     | | À déterminer | à géolocaliser                   | Monument aux morts |
| Monument aux morts                                                  | À déterminer                           | Herchies                   | À déterminer                                                                          | | À déterminer | à géolocaliser                   | Monument aux morts |
| Monument aux morts                                                  | À déterminer                           | Hermes                     | À côté de l'église Saint-Vincent                                                      | | À déterminer | à géolocaliser                   | Monument aux morts |
| Monument aux morts                                                  | À déterminer                           | Houdancourt                | À côté de l'église Saint-Georges                                                      | | À déterminer | à géolocaliser                   | Monument aux morts |
| Monument aux morts                                                  | À déterminer                           | Ivry-le-Temple             | À déterminer                                                                          | | À déterminer | à géolocaliser                   | Monument aux morts |
| Monument aux morts                                                  | À déterminer                           | Jaméricourt                | Dans le cimetière                                                                     | | À déterminer | à géolocaliser                   | Monument aux morts |
| La Résistance (monument aux morts)                                  | Copie d'après Charles-Henri Pourquet   | Jaux                       | Rue de la République, devant la mairie                                                | | À déterminer | 49° 23′ 17″ nord, 2° 46′ 35″ est | Monument aux morts de Jaux |
| Monument aux morts                                                  | À déterminer                           | Juvignies                  | À déterminer                                                                          | | À déterminer | à géolocaliser                   | Monument aux morts |
| Monument aux morts                                                  | À déterminer                           | La Chapelle-en-Serval      | À déterminer                                                                          | | 1920         | à géolocaliser                   | Monument aux morts |
| Monument aux morts                                                  | À déterminer                           | La Houssoye                | À côté de l'église Saint-Christophe                                                   | | À déterminer | à géolocaliser                   | Monument aux morts |
| Monument aux morts                                                  | À déterminer                           | La Neuville-en-Hez         | En face de la mairie                                                                  | | À déterminer | à géolocaliser                   | Monument aux morts |
| Monument aux morts                                                  | À déterminer                           | La Neuville-Garnier        | À déterminer                                                                          | | À déterminer | à géolocaliser                   | Monument aux morts |
| Monument aux morts                                                  | À déterminer                           | Laboissière-en-Thelle      | À déterminer                                                                          | | À déterminer | à géolocaliser                   | Monument aux morts |
| Monument aux morts                                                  | À déterminer                           | Labosse                    | Dans le cimetière                                                                     | | À déterminer | à géolocaliser                   | Monument aux morts |
| Monument aux morts                                                  | À déterminer                           | Lachapelle-aux-Pots        | Dans l'église de la Trinité                                                           | | À déterminer | à géolocaliser                   | Monument aux morts |
| Monument aux morts                                                  | À déterminer                           | Lachapelle-aux-Pots        | À déterminer                                                                          | | À déterminer | à géolocaliser                   | Monument aux morts |
| Monument aux morts                                                  | À déterminer                           | Lachapelle-Saint-Pierre    | À déterminer                                                                          | | À déterminer | à géolocaliser                   | Monument aux morts |
| Monument aux morts                                                  | À déterminer                           | Lafraye                    | À déterminer                                                                          | | À déterminer | à géolocaliser                   | Monument aux morts |
| Monument aux morts                                                  | À déterminer                           | Lagny-le-Sec               | Dans l'église Saint-Pierre-Saint-Paul                                                 | Plaque. | À déterminer | à géolocaliser                   | Monument aux morts |
| Monument aux morts                                                  | À déterminer                           | Lagny-le-Sec               | À côté de l'église Saint-Pierre-Saint-Paul                                            | | À déterminer | à géolocaliser                   | Monument aux morts |
| Monument aux aviateurs américains morts le 5 juillet 1944           | À déterminer                           | Lagny-le-Sec               | À côté de l'église Saint-Pierre-Saint-Paul                                            | | À déterminer | à géolocaliser                   | Monument aux aviateurs américains morts le 5 juillet 1944 |
| Monument aux morts                                                  | À déterminer                           | Laigneville                | Dans le jardin public                                                                 | | À déterminer | à géolocaliser                   | Monument aux morts |
| Poilu au repos (monument aux morts)                                 | Copie d'après Étienne Camus            | Lannoy-Cuillère            | Au bord de la RD 67, en face de l'église Notre-Dame-et-Assomption                     | | À déterminer | 49° 42′ 14″ nord, 1° 44′ 31″ est | Monument aux morts de Lannoy-Cuillère |
| Monument aux morts                                                  | À déterminer                           | Lattainville               | Dans le cimetière                                                                     | | À déterminer | à géolocaliser                   | Monument aux morts |
| Monument aux morts                                                  | À déterminer                           | Laversines                 | À déterminer                                                                          | | À déterminer | à géolocaliser                   | Monument aux morts |
| Monument aux morts                                                  | À déterminer                           | Lavilletertre              | À déterminer                                                                          | | À déterminer | à géolocaliser                   | Monument aux morts |
| Monument aux morts                                                  | À déterminer                           | Le Coudray-Saint-Germer    | À déterminer                                                                          | | À déterminer | à géolocaliser                   | Monument aux morts |
| Monument aux morts                                                  | À déterminer                           | Le Fayel                   | À déterminer                                                                          | | À déterminer | à géolocaliser                   | Monument aux morts |
| Poilu écrasant l'aigle allemand (d) (monument aux morts)            | Copie d'après Charles-Henri Pourquet   | Le Mesnil-sur-Bulles       | À déterminer                                                                          | | À déterminer | à géolocaliser                   | Poilu écrasant l'aigle allemand (d) (monument aux morts) |
| Monument aux morts                                                  | À déterminer                           | Le Meux                    | À côté de l'église Saint-Martin                                                       | | À déterminer | à géolocaliser                   | Monument aux morts |
| Monument aux morts                                                  | À déterminer                           | Le Mont-Saint-Adrien       | À déterminer                                                                          | | À déterminer | à géolocaliser                   | Monument aux morts |
| Monument aux morts                                                  | À déterminer                           | Liancourt                  | Rue Jules-Michelet, devant la mairie                                                  | | À déterminer | à géolocaliser                   | Monument aux morts |
| Monument aux morts                                                  | À déterminer                           | Lormaison                  | À déterminer                                                                          | | À déterminer | à géolocaliser                   | Monument aux morts |
| Le Poilu victorieux (monument aux morts)                            | Copie d'après Eugène Bénet             | Luchy                      | Sur la place de l'église                                                              | | À déterminer | 49° 33′ 18″ nord, 2° 07′ 09″ est | Monument aux morts de Luchy |
| Monument aux morts                                                  | À déterminer                           | Maignelay-Montigny         | À déterminer                                                                          | | À déterminer | à géolocaliser                   | Monument aux morts |
| Monument aux morts                                                  | À déterminer                           | Maisoncelle-Tuilerie       | Sur le parvis de l'église Saint-Claude                                                | | À déterminer | à géolocaliser                   | Monument aux morts |
| Monument aux morts                                                  | À déterminer                           | Margny-sur-Matz            | À déterminer                                                                          | | À déterminer | à géolocaliser                   | Monument aux morts |
| Monument aux morts                                                  | À déterminer                           | Marissel                   | Dans le cimetière                                                                     | | À déterminer | à géolocaliser                   | Monument aux morts |
| Monument aux morts                                                  | À déterminer                           | Marolles                   | Rue de l'Église                                                                       | | À déterminer | à géolocaliser                   | Monument aux morts |
| Monument aux morts                                                  | Marcel Pierre                          | Marquéglise                | Rue de Ressons (RD 41)                                                                | | 1924         | à géolocaliser                   | Monument aux morts |
| Monument aux morts                                                  | À déterminer                           | Maysel                     | Dans le cimetière                                                                     | | À déterminer | à géolocaliser                   | Monument aux morts |
| Monument aux morts                                                  | À déterminer                           | Mello                      | À déterminer                                                                          | | À déterminer | à géolocaliser                   | Monument aux morts |
| La Résistance (monument aux morts)                                  | Copie d'après Charles-Henri Pourquet   | Méry-la-Bataille           | À déterminer                                                                          | | À déterminer | à géolocaliser                   | Image manquante |
| Monument aux morts                                                  | À déterminer                           | Mogneville                 | À côté de l'église Saint-Denis                                                        | | À déterminer | à géolocaliser                   | Monument aux morts |
| Monument aux morts                                                  | À déterminer                           | Monceaux                   | Dans le cimetière                                                                     | | À déterminer | à géolocaliser                   | Monument aux morts |
| Monument aux morts                                                  | À déterminer                           | Monneville                 | À déterminer                                                                          | | À déterminer | à géolocaliser                   | Monument aux morts |
| Monument aux morts                                                  | À déterminer                           | Montagny-en-Vexin          | À côté de l'église Saint-Jacques-et-Saint-Christophe                                  | | À déterminer | à géolocaliser                   | Monument aux morts |
| Monument aux morts                                                  | À déterminer                           | Montataire                 | Devant la mairie                                                                      | | À déterminer | à géolocaliser                   | Monument aux morts |
| Monument aux déportés                                               | À déterminer                           | Montataire                 | Rue des Déportés                                                                      | | À déterminer | à géolocaliser                   | Monument aux déportés |
| Monument aux morts                                                  | À déterminer                           | Montépilloy                | Dans le cimetière                                                                     | | À déterminer | à géolocaliser                   | Monument aux morts |
| Monument aux morts                                                  | À déterminer                           | Montgérain                 | Sur la place de la Mairie                                                             | | À déterminer | à géolocaliser                   | Monument aux morts |
| Monument aux morts                                                  | À déterminer                           | Montjavoult                | À côté de l'église Saint-Martin                                                       | | À déterminer | à géolocaliser                   | Monument aux morts |
| Monument aux morts                                                  | À déterminer                           | Mortefontaine              | Dans le parc du château de Vallière                                                   | | À déterminer | à géolocaliser                   | Monument aux morts |
| Monument aux morts                                                  | À déterminer                           | Mortemer                   | À déterminer                                                                          | | À déterminer | à géolocaliser                   | Monument aux morts |
| Monument aux morts                                                  | À déterminer                           | Mouchy-le-Châtel           | À déterminer                                                                          | | À déterminer | à géolocaliser                   | Monument aux morts |
| Monument aux morts                                                  | Jules Déchin                           | Mouy                       | Sur la place Cantrel                                                                  | | 1921         | à géolocaliser                   | Monument aux morts |
| Monument aux morts                                                  | À déterminer                           | Nampcel                    | À déterminer                                                                          | | À déterminer | à géolocaliser                   | Monument aux morts |
| Monument aux morts                                                  | À déterminer                           | Nivillers                  | Dans le cimetière                                                                     | | À déterminer | à géolocaliser                   | Monument aux morts |
| Monument aux morts                                                  | À déterminer                           | Ognes                      | Sur le parvis de l'église Saint-Pierre                                                | | À déterminer | à géolocaliser                   | Monument aux morts |
| Monument aux morts                                                  | À déterminer                           | Ognon                      | À déterminer                                                                          | | À déterminer | à géolocaliser                   | Monument aux morts |
| Monument aux morts                                                  | Henri-Léon Gréber                      | Ons-en-Bray                | À déterminer                                                                          | | À déterminer | à géolocaliser                   | Image manquante |
| Monument aux morts                                                  | À déterminer                           | Passel                     | À déterminer                                                                          | | À déterminer | à géolocaliser                   | Monument aux morts |
| On ne passe pas (d) (monument aux morts)                            | Copie d'après Eugène Piron             | Peroy-les-Gombries         | À déterminer                                                                          | | À déterminer | à géolocaliser                   | On ne passe pas (d) (monument aux morts) |
| Monument aux morts                                                  | À déterminer                           | Pierrefonds                | À déterminer                                                                          | | À déterminer | à géolocaliser                   | Monument aux morts |
| Monument aux infirmières militaires mortes de 1914-1918             | À déterminer                           | Pierrefonds                | À déterminer                                                                          | | 1955         | à géolocaliser                   | Monument aux infirmières militaires mortes de 1914-1918 |
| Monument aux morts                                                  | À déterminer                           | Ponchon                    | À déterminer                                                                          | | À déterminer | à géolocaliser                   | Monument aux morts |
| La Défense du drapeau (d) (monument aux morts de 1870-1871),        | Copie d'après Aristide Croisy          | Pont-Sainte-Maxence        | Sur la place du Maréchal-de-Lattre-de-Tassigny                                        | | 1907         | 49° 18′ 23″ nord, 2° 36′ 14″ est | Monument aux morts de Pont-Sainte-Maxence |
| Monument aux morts                                                  | À déterminer                           | Pont-Sainte-Maxence        | Dans le cimetière                                                                     | | À déterminer | à géolocaliser                   | Image manquante |
| Monument aux morts                                                  | À déterminer                           | Remy                       | À déterminer                                                                          | | À déterminer | à géolocaliser                   | Monument aux morts |
| Monument aux morts                                                  | À déterminer                           | Rotangy                    | À déterminer                                                                          | | À déterminer | à géolocaliser                   | Monument aux morts |
| Poilu au repos (monument aux morts)                                 | Copie d'après Étienne Camus            | Sacy-le-Grand              | Au bord de la rue du général de Gaulle (RD 10), en face de l'école Jean Gautier       | | À déterminer | 49° 21′ 14″ nord, 2° 32′ 39″ est | Image manquante |
| Monument aux morts                                                  | À déterminer                           | Saint-Arnoult              | À côté de l'église Saint-Arnoult                                                      | | À déterminer | à géolocaliser                   | Monument aux morts |
| Monument aux morts                                                  | À déterminer                           | Saint-Aubin-en-Bray        | Dans le cimetière                                                                     | | À déterminer | à géolocaliser                   | Image manquante |
| Monument aux morts                                                  | À déterminer                           | Saint-Germer-de-Fly        | À déterminer                                                                          | | À déterminer | à géolocaliser                   | Monument aux morts |
| Monument aux morts                                                  | À déterminer                           | Saint-Germer-de-Fly        | Dans l'église de l'abbaye Saint-Germer-de-Fly                                         | | À déterminer | à géolocaliser                   | Monument aux morts |
| Monument aux morts                                                  | À déterminer                           | Saint-Just-en-Chaussée     | Devant l'église Saint-Just                                                            | | À déterminer | à géolocaliser                   | Monument aux morts |
| Monument aux morts                                                  | À déterminer                           | Saint-Leu-d'Esserent       | À déterminer                                                                          | | À déterminer | à géolocaliser                   | Monument aux morts |
| Monument aux morts                                                  | À déterminer                           | Saint-Sulpice              | Dans le cimetière                                                                     | | À déterminer | à géolocaliser                   | Image manquante |
| Monument aux morts                                                  | À déterminer                           | Sarron                     | À déterminer                                                                          | | À déterminer | à géolocaliser                   | Monument aux morts |
| Monument aux morts britanniques de 1914-1918                        | Reginald Hallward (en)                 | Senlis                     | Dans la cathédrale Notre-Dame                                                         | | 1927         | à géolocaliser                   | Monument aux morts britanniques de 1914-1918 |
| Monument aux morts                                                  | Gaston Dintrat et Roger de Villiers    | Senlis                     | Sur la place de la Gare                                                               | | 1923         | 49° 12′ 21″ nord, 2° 35′ 29″ est | Monument aux morts de Senlis |
| Monument aux morts de 1870-1871                                     | À déterminer                           | Sérifontaine               | Dans le cimetière                                                                     | | À déterminer | à géolocaliser                   | Image manquante |
| Le Poilu victorieux (monument aux morts)                            | Copie d'après Eugène Bénet             | Songeons                   | Intersection de la rue Jean Touchard et de la RD 133, à côté de l'église saint Martin | | À déterminer | 49° 32′ 55″ nord, 1° 51′ 14″ est | Monument aux morts de Songeons |
| Monument aux morts                                                  | À déterminer                           | Talmontiers                | À déterminer                                                                          | | À déterminer | à géolocaliser                   | Monument aux morts |
| Monument aux morts                                                  | À déterminer                           | Thibivillers               | Dans le cimetière                                                                     | | À déterminer | à géolocaliser                   | Monument aux morts |
| La Victoire en chantant (monument aux morts)                        | Copie d'après Charles Édouard Richefeu | Thieux                     | Intersection de la rue Notre Dame (RD 23) et de la RD 61                              | | À déterminer | 49° 32′ 38″ nord, 2° 19′ 03″ est | Monument aux morts de Thieux |
| Le Poilu victorieux (monument aux morts)                            | Copie d'après Eugène Bénet             | Tracy-le-Val               | Au bord de la rue du temple, à côté de l' église Saint-Éloi                           | | À déterminer | 49° 29′ 19″ nord, 3° 00′ 31″ est | Image manquante |
| Le Mobile (d) (monument aux morts de 1870-1871)                     | Copie d'après Aristide Croisy          | Troissereux                | Dans le cimetière                                                                     | | À déterminer | 49° 28′ 54″ nord, 2° 02′ 55″ est | Monument aux morts de 1870-1871 de Troissereux |
| Monument aux morts                                                  | À déterminer                           | Troussures                 | Dans le cimetière                                                                     | | À déterminer | à géolocaliser                   | Monument aux morts |
| Monument à l'équipage du B-17 « Judy » et au pilote du P-51 Mustang | À déterminer                           | Ully-Saint-Georges         | Rue de la Gare                                                                        | | À déterminer | à géolocaliser                   | Monument à l'équipage du B-17 « Judy » et au pilote du P-51 Mustang |
| Poilu au repos (monument aux morts)                                 | Copie d'après Étienne Camus            | Valdampierre               | Dans le cimetière                                                                     | | 1921         | 49° 18′ 11″ nord, 2° 02′ 50″ est | Monument aux morts de Valdampierre |
| Monument aux morts                                                  | À déterminer                           | Varesnes                   | À déterminer                                                                          | | À déterminer | à géolocaliser                   | Monument aux morts |
| Monument aux morts                                                  | À déterminer                           | Vauchelles                 | À déterminer                                                                          | | À déterminer | à géolocaliser                   | Monument aux morts |
| Monument aux morts                                                  | À déterminer                           | Villeneuve-les-Sablons     | À déterminer                                                                          | | À déterminer | à géolocaliser                   | Monument aux morts |
| Monument aux morts                                                  | À déterminer                           | Villers-Saint-Barthélemy   | Dans le cimetière                                                                     | | À déterminer | à géolocaliser                   | Image manquante |
| Monument aux morts                                                  | À déterminer                           | Vineuil-Saint-Firmin       | À déterminer                                                                          | | À déterminer | 49° 11′ 59″ nord, 2° 29′ 30″ est | Monument aux morts de Vineuil-Saint-Firmin |
| Monument aux morts                                                  | À déterminer                           | Warluis                    | Dans le cimetière                                                                     | | À déterminer | à géolocaliser                   | Image manquante |